# Центральный (Тамбовская область)
Центра́льный — посёлок в Моршанском районе Тамбовской области России. Входит в состав Куликовского сельсовета.

## География
Посёлок находится на берегу реки Разазовка и её притоке Пячка, к югу от железнодорожная станция Ракша, на расстоянии 17 км к западу от центра города Моршанск, административного центра района, и 86 км к северу от Тамбов, административного центра области.

### Часовой пояс
Посёлок Центральный, как и вся Тамбовская область, находится в часовой зоне МСК (московское время). Смещение применяемого времени относительно UTC составляет +3:00.

## Население
| 2002 | 2010 |
| ---- | ---- |
| 801  | ↘738 |

### Национальный состав
Согласно результатам переписи 2002 года, в национальной структуре населения русские составляли 97 % из 801 чел.